# Lisa Wilcox
Cet article concerne une actrice américaine. Pour la cavalière américaine de dressage, voir Lisa Wilcox (équitation).
Pour les articles homonymes, voir Wilcox.
Lisa Wilcox est une actrice américaine, née le 27 avril 1964  à Columbia dans le Missouri. 

## Carrière
Lisa Wilcox est principalement connue pour le personnage d'Alice Johnson qu'elle incarne successivement dans les films Le Cauchemar de Freddy (1988) et Freddy 5: L'Enfant du cauchemar (1989). 
Elle a également participé à de nombreuses séries télévisées, notamment Hôpital central, Côte Ouest, Star Trek : La Nouvelle Génération, Chicago Hope : La Vie à tout prix.
En 1998, elle tourne aux côtés de Mark Hamill dans le film Les Proies - La résurrection (en). Elle a également joué avec Will Ferrell dans la comédie Men Seeking Women.  Plus récemment, elle a joué dans les séries télévisées Big Shots et Fear Clinic (en).

## Filmographie

### Cinéma
- 1984 : Gimme an 'F' (en) de Paul Justman : La danseuse
- 1988 : Freddy 4: Le Cauchemar de Freddy (A Nightmare On Elm Street 4: The Dream Master) de Renny Harlin : Alice Jonhson
- 1989 : Freddy 5: L'Enfant du cauchemar (A Nightmare On Elm Street: The Dream Child) de Stephen Hopkins : Alice Jonhson
- 1989 : Wedding Band (es) de Daniel Raskov : Amber (non créditée)
- 1997 : Men Seeking Women de Jim Milio : Judy
- 1998 : Les Proies - La résurrection (en) (Watchers Reborn) de John Carl Buechler : Grace
- 2000 : Les Nouvelles Aventures de Chastity Blade de Julien Magnat (court métrage) : Chastity Blade
- 2008 : Dead Country de Andrew Merkelbach : Lisa
- 2009 : Savage de Jordan Blum : Ellen Fremont
- 2011 :  Sebastian de Gregori J. Martin : Pamela Boyd
- 2013 : Imago de Chris Warren : Christine
- 2015 : Clinger de Michael Steves : Eugenia Klingher
- 2016 : Something Horrible de Jeremy Kriss : Alex Price (voix)
- 2017 : Red Hollow de Pressly Parrish : Juliette
- 2017 : The Intruders de Gregori J. Martin : Sofia Drake
- 2018 : The Church de Dom Frank : Joan Laurels
- 2018 : Kecksburg de Cody Knotts : Agent Pitcher
- 2019 : The Mansfield Killings de Mariya Pyter : Nolena Niebel
- 2019 : Anadellia Rises de Richard Grieco : Sarah
- 2019 : Between the Living and the Dead de Chase Dudley : Ms. Grace
- 2020 : Mystery Spot de Mel House : Rachel
- 2022 : Woods Witch de Lauren Fransesca et Shawn C. Phillips : Mayor Millian
- 2022 : Killer Escort de R. D. Alba : Rebecca
- 2022 : Don't Suck de RJ Collins : Peggy
- 2022 : The House That Eats Flesh de Josh Graves : La mère
- 2022 : Reunion from Hell 2 de Hayden Newman et Sam Hodge : Laurel Conner
- 2022 : Campfire de John Lohmann : Danielson
- 2023 : Killer Babes and the Frightening Film Fiasco de Brett Mullen : Morgana

### Télévision

#### Téléfilms
- 1988 : Bring Me the Head of Dobie Gillis de Stanley Z. Cherry : Bonnie Bascom
- 2000 : Unauthorized Brady Bunch : The Final Days de Jack Perez : Florence Henderson / Carol Brady

#### Séries télévisées
- 1985 : Le Juge et le Pilote (Hardcastle and McCormick) : Sarah Jane Rose (Saison 3 - Épisode 9)
- 1986 : Père et impair (You Again?) : Samantha Winslow (Saison 1 - Épisode 12)
- 1987 : CBS Schoolbreak Special : Melissa Arrick (Saison 4 - Épisode 2)
- 1987 : The Hogan Family : Candice Avery (Saison 3 - Épisode 2)
- 1987 : Mr. Belvedere : Ellen Connors (Saison 4 - Épisode 3)
- 1987 : MacGyver : Janet (Saison 3 - Épisode 9)
- 1987 : Hôpital central (General Hospital) : Kay
- 1988 : It's a Living : Hope (Saison 5 - Épisode 20)
- 1988 : Hôtel (Hotel) : Donna Hayes (Saison 5 - Épisode 16)
- 1989 : Côte ouest (Knots Landing) : Ellen (Saison 10 - Épisodes 20 à 23)
- 1989 : Le Monstre évadé de l'espace (Something Is Out There) : (Saison 1 - Épisode 7)
- 1989 : Star Trek : La Nouvelle Génération (Star Trek: The Next Generation) : Yuta (Saison 3 - Épisode 9)
- 1992 : Bill & Ted's Excellent Adventure : Missy Preston (Saison 1 - 7 épisodes)
- 1993 : Enquête privée (Bodies of Evidence) : Donna (Saison 2 - Épisode 4)
- 1993-1995 : Incorrigible Cory (Boy Meets World) : Voix à la télé / Kris (Saison 1 - Épisodes 9 et 18, Saison 3 - Épisode 2)
- 1994 : Arabesque (Murder, She Wrote) : Lori Graham (Saison 10 - Épisode 15)
- 1997 : Pacific Blue : Diana Blaine (Saison 3 - Épisode 1)
- 1998 : Walker, Texas Ranger : Mary Grace (Saison 6 - Épisode 14)
- 1998 : Chicago Hope : La Vie à tout prix : Eden Candle (Saison 4 - Épisode 14)
- 2007 : Big Shots : Waxer (Saison 1 - Épisodes 1 et 2)
- 2009 : Fear Clinic (en) : Infirmière Owens (Saison 1 - Épisodes 1 à 5)
- 2019 : A Place Called Hollywood : Pam Laudenslager (Saison 1 - 6 épisodes)
- 2023 : Barbee Rehab : Alice (Saison 1 - Épisodes 17 et 18)